# Campionato mondiale per club FIVB 2016 (femminile)
Il campionato mondiale per club FIVB 2016 si è svolto dal 18 al 23 ottobre 2016 a Pasay, nelle Filippine: al torneo hanno partecipato otto squadre di club e la vittoria finale è andata per la seconda volta consecutiva all'Eczacıbaşı Spor Kulübü.

## Regolamento

### Formula
Le squadre hanno disputato una prima fase a gironi con formula del girone all'italiana; al termine della prima fase
- Le prime due classificate di ogni girone hanno acceduto alla fase finale per il primo posto, strutturata in semifinali, finale per il terzo posto e finale.
- Le ultime due classificate di ogni girone hanno acceduto alla fase finale per quinto posto, strutturata in semifinali, finale per il settimo posto e finale.

### Criteri di classifica
Se il risultato finale è stato di 3-0 o 3-1 sono stati assegnati 3 punti alla squadra vincente e 0 a quella sconfitta, se il risultato finale è stato di 3-2 sono stati assegnati 2 punti alla squadra vincente e 1 a quella sconfitta.
L'ordine del posizionamento in classifica è stato definito in base a:
- Numero di partite vinte;
- Punti;
- Ratio dei set vinti/persi;
- Ratio dei punti realizzati/subiti;
- Risultati degli scontri diretti.

## Squadre partecipanti
| Squadra           | Qualificazione                              | Ultima partecipazione                  |
| ----------------- | ------------------------------------------- | -------------------------------------- |
| Bangkok Glass     | 1ª al campionato asiatico per club 2015     | Debutto                                |
| Casalmaggiore     | 1ª alla CEV Champions League 2015-16        | Debutto                                |
| Eczacıbaşı        | Wild card                                   | Campionato mondiale per club FIVB 2015 |
| VakıfBank         | Wild card                                   | Campionato mondiale per club FIVB 2013 |
| Hisamitsu Springs | Wild card                                   | Campionato mondiale per club FIVB 2015 |
| PSL All-Stars     | Squadra organizzatrice                      | Debutto                                |
| Rio de Janeiro    | 1ª al campionato sudamericano per club 2016 | Campionato mondiale per club FIVB 2015 |
| Volero Zurigo     | Wild card                                   | Campionato mondiale per club FIVB 2015 |

## Torneo

### Fase a gironi
| Girone A       | Girone B          |
| -------------- | ----------------- |
| Casalmaggiore  | Bangkok Glass     |
| Eczacıbaşı     | VakıfBank         |
| PSL All-Stars  | Hisamitsu Springs |
| Rio de Janeiro | Volero Zurigo     |

#### Girone A

##### Risultati
| 18 ottobre 2016 Mall of Asia Arena, Pasay Durata: 1h:11 - Spettatori: 1 381 | Casalmaggiore  | 0 - 3 | Eczacıbaşı     | 17-25, 18-25, 15-25               |
| 18 ottobre 2016 Mall of Asia Arena, Pasay Durata: 1h:11 - Spettatori: 3 000 | PSL All-Stars  | 0 - 3 | Rio de Janeiro | 15-25, 13-25, 20-25               |
| 19 ottobre 2016 Mall of Asia Arena, Pasay Durata: 2h:02 - Spettatori: 700   | Casalmaggiore  | 3 - 2 | Rio de Janeiro | 17-25, 25-20, 25-20, 19-25, 18-16 |
| 20 ottobre 2016 Mall of Asia Arena, Pasay Durata: 2h:00 - Spettatori: 800   | Rio de Janeiro | 2 - 3 | Eczacıbaşı     | 27-25, 19-25, 25-22, 18-25, 11-15 |
| 20 ottobre 2016 Mall of Asia Arena, Pasay Durata: 1h:20 - Spettatori: 2 400 | PSL All-Stars  | 0 - 3 | Casalmaggiore  | 19-25, 15-25, 21-25               |
| 21 ottobre 2016 Mall of Asia Arena, Pasay Durata: 1h:39 - Spettatori: 2 800 | PSL All-Stars  | 1 - 3 | Eczacıbaşı     | 17-25, 17-25, 25-23, 14-25        |

##### Classifica
| Pos | Squadra        | Pt | G | V | P | SV | SP | Ratio | PF  | PS  | Ratio |
| --- | -------------- | -- | - | - | - | -- | -- | ----- | --- | --- | ----- |
| 1   | Eczacıbaşı     | 8  | 3 | 3 | 0 | 9  | 3  | 3.000 | 285 | 223 | 1.278 |
| 2   | Casalmaggiore  | 5  | 3 | 2 | 1 | 6  | 5  | 1.200 | 229 | 236 | 0.970 |
| 3   | Rio de Janeiro | 5  | 3 | 1 | 2 | 7  | 6  | 1.166 | 281 | 264 | 1.064 |
| 4   | PSL All-Stars  | 0  | 3 | 0 | 3 | 1  | 9  | 0.111 | 176 | 248 | 0.709 |

#### Girone B

##### Risultati
| 18 ottobre 2016 Mall of Asia Arena, Pasay Durata: 1h:39 - Spettatori: 300   | VakıfBank     | 3 - 1 | Hisamitsu Springs | 25–14, 25–15, 29–31, 25–18        |
| 18 ottobre 2016 Mall of Asia Arena, Pasay Durata: 1h:08 - Spettatori: 365   | Volero Zurigo | 3 - 0 | Bangkok Glass     | 25-21, 25-19, 25-23               |
| 19 ottobre 2016 Mall of Asia Arena, Pasay Durata: 1h:06 - Spettatori: 600   | Volero Zurigo | 3 - 0 | Hisamitsu Springs | 25-19, 25-15, 25-17               |
| 20 ottobre 2016 Mall of Asia Arena, Pasay Durata: 1h:09 - Spettatori: 600   | Bangkok Glass | 0 - 3 | Hisamitsu Springs | 14-25, 18-25, 20-25               |
| 20 ottobre 2016 Mall of Asia Arena, Pasay Durata: 2h:06 - Spettatori: 1 500 | Volero Zurigo | 3 - 2 | VakıfBank         | 25-22, 27-25, 16-25, 12-25, 16-14 |
| 21 ottobre 2016 Mall of Asia Arena, Pasay Durata: 1h:11 - Spettatori: 900   | VakıfBank     | 3 - 0 | Bangkok Glass     | 25-19, 25-23, 25-18               |

##### Classifica
| Pos | Squadra           | Pt | G | V | P | SV | SP | Ratio | PF  | PS  | Ratio |
| --- | ----------------- | -- | - | - | - | -- | -- | ----- | --- | --- | ----- |
| 1   | Volero Zurigo     | 8  | 3 | 3 | 0 | 9  | 2  | 4.500 | 246 | 225 | 1.093 |
| 2   | VakıfBank         | 7  | 3 | 2 | 1 | 8  | 4  | 2.000 | 290 | 235 | 1.234 |
| 3   | Hisamitsu Springs | 3  | 3 | 1 | 2 | 4  | 6  | 0.666 | 205 | 231 | 0.887 |
| 4   | Bangkok Glass     | 0  | 3 | 0 | 3 | 0  | 9  | 0.000 | 175 | 225 | 0.777 |

### Fase finale

#### Finali 1º e 3º posto
|  | Semifinali    | Semifinali    | Semifinali    |               |            | Finale             | Finale             | Finale             |  |
|  |               |               |               |               |            |                    |                    |                    |  |
|  | Eczacıbaşı    | Eczacıbaşı    | 3             |               |            |                    |                    |                    |  |
|  | Eczacıbaşı    | Eczacıbaşı    | 3             |               |            |                    |                    |                    |  |
|  | VakıfBank     | VakıfBank     | 1             |               |            |                    |                    |                    |  |
|  | VakıfBank     | VakıfBank     | 1             |               | Eczacıbaşı | Eczacıbaşı         | 3                  |                    |  |
|  |               |               |               |               | Eczacıbaşı | Eczacıbaşı         | 3                  |                    |  |
|  |               |               | Casalmaggiore | Casalmaggiore | 2          |                    |                    |                    |  |
|  | Volero Zurigo | Volero Zurigo | Casalmaggiore | Casalmaggiore | 2          | 1                  |                    |                    |  |
|  | Volero Zurigo | Volero Zurigo |               |               |            | 1                  |                    |                    |  |
|  | Casalmaggiore | Casalmaggiore | 3             |               |            | Finale 3º/4º posto | Finale 3º/4º posto | Finale 3º/4º posto |  |
|  | Casalmaggiore | Casalmaggiore | 3             |               |            |                    |                    |                    |  |
|  |               |               |               |               |            |                    |                    |                    |  |
|  |               |               |               |               |            | VakıfBank          | VakıfBank          | 3                  |  |
|  |               |               |               |               |            | VakıfBank          | VakıfBank          | 3                  |  |
|  |               |               |               |               |            | Volero Zurigo      | Volero Zurigo      | 1                  |  |

##### Semifinali
| 22 ottobre 2016 Mall of Asia Arena, Pasay Durata: 1h:42 - Spettatori: 1 000 | Eczacıbaşı    | 3 - 1 | VakıfBank     | 25-23, 19-25, 25-17, 25-23 |
| 22 ottobre 2016 Mall of Asia Arena, Pasay Durata: 1h:43 - Spettatori: 3 100 | Volero Zurigo | 1 - 3 | Casalmaggiore | 27-25, 23-25, 17-25, 23-25 |

##### Finale 3º posto
| 23 ottobre 2016 Mall of Asia Arena, Pasay Durata: 1h:32 - Spettatori: 1 100 | VakıfBank | 3 - 1 | Volero Zurigo | 25-14, 21-25, 25-22, 25-11 |

##### Finale
| 23 ottobre 2016 Mall of Asia Arena, Pasay Durata: 1h:59 - Spettatori: 6 700 | Eczacıbaşı | 3 - 2 | Casalmaggiore | 25-19, 20-25, 25-19, 22-25, 15-11 |

#### Finali 5º e 7º posto
|  | Semifinali        | Semifinali        | Semifinali        |                   |                | Finale 5º/6º posto | Finale 5º/6º posto | Finale 5º/6º posto |  |
|  |                   |                   |                   |                   |                |                    |                    |                    |  |
|  | Rio de Janeiro    | Rio de Janeiro    | 3                 |                   |                |                    |                    |                    |  |
|  | Rio de Janeiro    | Rio de Janeiro    | 3                 |                   |                |                    |                    |                    |  |
|  | Bangkok Glass     | Bangkok Glass     | 0                 |                   |                |                    |                    |                    |  |
|  | Bangkok Glass     | Bangkok Glass     | 0                 |                   | Rio de Janeiro | Rio de Janeiro     | 3                  |                    |  |
|  |                   |                   |                   |                   | Rio de Janeiro | Rio de Janeiro     | 3                  |                    |  |
|  |                   |                   | Hisamitsu Springs | Hisamitsu Springs | 2              |                    |                    |                    |  |
|  | Hisamitsu Springs | Hisamitsu Springs | Hisamitsu Springs | Hisamitsu Springs | 2              | 3                  |                    |                    |  |
|  | Hisamitsu Springs | Hisamitsu Springs |                   |                   |                | 3                  |                    |                    |  |
|  | PSL All-Stars     | PSL All-Stars     | 0                 |                   |                | Finale 7º/8º posto | Finale 7º/8º posto | Finale 7º/8º posto |  |
|  | PSL All-Stars     | PSL All-Stars     | 0                 |                   |                |                    |                    |                    |  |
|  |                   |                   |                   |                   |                |                    |                    |                    |  |
|  |                   |                   |                   |                   |                | Bangkok Glass      | Bangkok Glass      | 3                  |  |
|  |                   |                   |                   |                   |                | Bangkok Glass      | Bangkok Glass      | 3                  |  |
|  |                   |                   |                   |                   |                | PSL All-Stars      | PSL All-Stars      | 0                  |  |

##### Semifinali
| 22 ottobre 2016 Mall of Asia Arena, Pasay Durata: 1h:42 - Spettatori: 1 000 | Rio de Janeiro    | 3 - 0 | Bangkok Glass | 25-19, 25-15, 25-20 |
| 22 ottobre 2016 Mall of Asia Arena, Pasay Durata: 1h:10 - Spettatori: 2 800 | Hisamitsu Springs | 3 - 0 | PSL All-Stars | 25-15, 25-18, 25-21 |

##### Finale 7º posto
| 23 ottobre 2016 Mall of Asia Arena, Pasay Durata: 1h:32 - Spettatori: 1 100 | Bangkok Glass | 3 - 0 | PSL All-Stars | 25-16, 25-23, 25-20 |

##### Finale 5º posto
| 23 ottobre 2016 Mall of Asia Arena, Pasay Durata: 2h:02 - Spettatori: 800 | Hisamitsu Springs | 2 - 3 | Rio de Janeiro | 25-20, 22-25, 15-25, 32-30, 7-15 |

## Classifica finale
| Pos | Squadre           |
| --- | ----------------- |
|     | Eczacıbaşı        |
|     | Casalmaggiore     |
|     | VakıfBank         |
| 4   | Volero Zurigo     |
| 5   | Rio de Janeiro    |
| 6   | Hisamitsu Springs |
| 7   | Bangkok Glass     |
| 8   | PSL All-Stars     |

## Premi individuali
| Premio                 | Nome                | Squadra        |
| ---------------------- | ------------------- | -------------- |
| MVP                    | Tijana Bošković     | Eczacıbaşı     |
| Miglior palleggiatrice | Carli Lloyd         | Casalmaggiore  |
| Miglior opposto        | Tijana Bošković     | Eczacıbaşı     |
| Miglior schiacciatrice | Zhu Ting            | VakıfBank      |
| Miglior schiacciatrice | Tat'jana Košeleva   | Eczacıbaşı     |
| Miglior centrale       | Foluke Akinradewo   | Volero Zurigo  |
| Miglior centrale       | Milena Rašić        | VakıfBank      |
| Miglior libero         | Fabiana de Oliveira | Rio de Janeiro |